# 鹿角ホルモン
鹿角ホルモン（かづのホルモン）は、秋田県鹿角市のご当地グルメ。

## 概要
ホルモン（内臓肉（もつ））は網や鉄板で焼くことが多いが、鹿角ホルモンは味噌をベースとした甘辛いタレに豚や牛のホルモンを漬け込み、ジンギスカン鍋で焼いて、煮て食べる料理である。また、キャベツは必須とされ、ホルモンの上に蓋をするようにキャベツを乗せ、鍋の周辺部には木綿豆腐を配置する。煮汁をスプーンですくってキャベツにかける。
鹿角市では、ホルモンを購入して持ち帰り、自宅で調理する家庭も多い。
アレンジの自由度が高いのも鹿角ホルモンの特徴に挙げられ、持ち帰りホルモンを買った客の中には、キムチを入れたり、ニラ、ネギ、タマネギを入れる人もいる。〆にはうどんを入れるのが定番であるが、チーズを入れてリゾット風にしたり、鶏卵と飯でおじやにしたり、飯に乗せてホルモン丼といったようなアレンジもある。
鹿角市における鹿角ホルモンの人気の高さを表すのに2022年に放映された『秘密のケンミンSHOW 極』では、「鹿角市内のコンビニエンスストアが14軒あるのに対し、鹿角ホルモン提供店は12軒」と言い表していた。また、同番組のゲストだった藤あや子（秋田県出身）も「大好き」と語っている。

## 歴史
1950年ごろに創業した「ホルモン幸楽」で、韓国料理のプルコギに発想を得て、1952年にジンギスカン鍋でホルモンを出し始めたのが始まりとされる。
「ホルモン幸楽」の創業者は兵庫県明石市出身で、明石市ではホルモンを食する文化があったが（ホルモン焼きを参照）、鹿角市にはホルモンを食する文化が無かったため、提供開始当初はボウル1杯も売れなかったいう。
しかしながら、鹿角市周辺の鉱山で働く労働者や出稼ぎの人たちが店外に漂う甘い味噌の香りに誘われて集まるようになって「家より先に立ち寄る店」と呼ばれるようになり、人気を獲得していった。
2025年3月には、文化庁の100年フード「未来の100年フード部門」に認定された。

## 著名な店舗
ホルモン幸楽
鹿角市、大館市、小坂町、盛岡市に計5店を展開する（2020年時点）。
花千鳥
ホルモン幸楽と「双璧」と称される。
ホルモン伸栄
秋田市。土産品卸の営業マンであった米森勝男がホルモン幸楽の鹿角ホルモンに惚れ込み、2003年に脱サラして開業。